# Panna Czinka
Panna Czinka, también conocida como Panna Cinka (Sajógömör, Reino de Hungría, hoy Gemer, Eslovaquia,1711-Tornalja o Sajógömör, 5 de febrero de 1772), fue una violinista húngara gitana y la primera prímás húngara famosa, al mismo tiempo que la única mujer.

## Trayectoria
Los músicos gitanos itinerantes están documentados en Hungría desde el siglo XV. En el siglo XVIII, hay muchas las noticias de sus éxitos musicales. Durante mucho tiempo, fueron contratados a menudo por príncipes y familias nobles.
Hija de un músico romaní al servicio de Francisco II Rácóczi, se dio a conocer desde niña por su forma de tocar el violín, que se convirtió para ella en su instrumento más importante. Según las investigaciones del historiador de la cultura Heinrich Moritz Gottlieb Grellmann, nombrado profesor titular en 1794, era una niña húngara de etnia romaní "extraordinariamente dotada musicalmente" que a los catorce años ya era solicitada por la sociedad como artista.
El terrateniente Janos Lanyi del condado de Gömör en Rozsnyó (hoy Rožňava, Eslovaquia) le hizo aprender música con los mejores maestros. La casó a los catorce o quince años con un contrabajista que también era herrero. Dos de los hermanos de su marido eran intérpretes de contralto (violín de acompañamiento) y címbalo, respectivamente. Así se formó el primer grupo gitano húngaro genuino conocido por su nombre. Del que ella, la única mujer, fue prímás. Sus actuaciones les llevaron hasta Polonia y Rumanía.
Con su marido tuvo cuatro hijos y una hija, que más tarde también formaron parte de su banda. En verano viajaban por el país y daban conciertos, en invierno se alojaban en la finca de su mecenas Janos Lanyi a orillas del río Sajó. Entre las numerosas leyendas de finales del siglo XVIII y principios del XIX se encuentra la que refiere que sus admiradores húngaros (cuya lengua hablaba) le construyeron una magnífica casa, pero ella prefirió vivir en una tienda junto a su familia.
Un retrato de finales del siglo XIX, cuyo pintor y modelo se desconocen, muestra a Czinka sentada en un tocón de árbol, fumando en pipa. Lleva un uniforme masculino similar a un uniforme de húsar con un abrigo, un sombrero de piel adornado con plumas y botas con espuelas de estrella. Sostiene un violín y un arco de violín sobre las piernas cruzadas. No se conserva nada del repertorio musical de Panna Czinka, que coincidió con la aparición y los primeros tiempos del popular verbunko húngaro. Su atuendo en la foto sugiere que viajaba a caballo para interpretar, entre otras cosas, música de verbunkos con su banda. Se trataba de un típico baile publicitario húngaro (Werbung/Verbunk) para reclutar soldados para el regimiento de los Habsburgo, cuyo desarrollo artístico-instrumental por parte de los músicos gitanos se remonta al periodo clásico vienés.
Su última voluntad fue ser enterrada con sus ropas masculinas junto a su violín favorito y su pipa. Según consta en el registro de la iglesia de Sajógömör, fue enterrada allí el 5 de febrero de 1772 en el cementerio luterano.

## Reconocimientos
Tras su muerte, la personalidad de Czinka se convirtió en un motivo muy utilizado por diversos artistas, que la homenajearon a su manera en sus obras, dejando claro su especial significado dentro de la historia musical húngara. Bálint Ökröss escribió en la década de 1880 Czinka Panna, una obra con música en cuatro actos. En 1897, Sándor Endrődi escribió un conocido poema sobre ella. Endre Dózsa publicó una novela titulada Czinka Panna en 1913 y György Temeshy también publicó una novela con el mismo título en 1929. 
El compositor Zoltán Kodály creó el singspiel Czinka Panna balladája sobre un texto del escritor húngaro Béla Balázs, que se estrenó en la Ópera Nacional de Hungría, en 1948. En 1996, Géza Csemer escribió una obra sobre ella. El director eslovaco Dušan Rapoš realizó una película sobre su vida, que se proyectó en los cines a partir de 2008. En una secuencia del documental húngaro Budapest Bár - A pesti dal története, de 2014, se habla de su importante papel como músico de los gitanos húngaros. 
En el municipio eslovaco de Gemer, la homenajean con un monumento frente al castillo barroco. Desde hace varios años también se celebra allí un festival de música que lleva su nombre, el concurso Panna Czinka Prímás (Czinka Panna Prímásverseny).
En varias ciudades húngaras, como Budapest, Győr y Miskolc, se le han dedicado calles.